# Cal Cortada (Sanaüja)
|  | Per a altres significats, vegeu «Can Cortada (desambiguació)». |

Cal Cortada és un edifici del municipi de Sanaüja (Segarra) que forma part de l'Inventari del Patrimoni Arquitectònic de Catalunya.

## Descripció
És un edifici situat al centre d'un dels carrers del nucli antic de Sanaüja, de planta quadrangular, cobert a dues aigües, estructurat amb planta baixa, primera planta i golfes i realitzat amb carreus regulars amb un estucat en fred superficial.

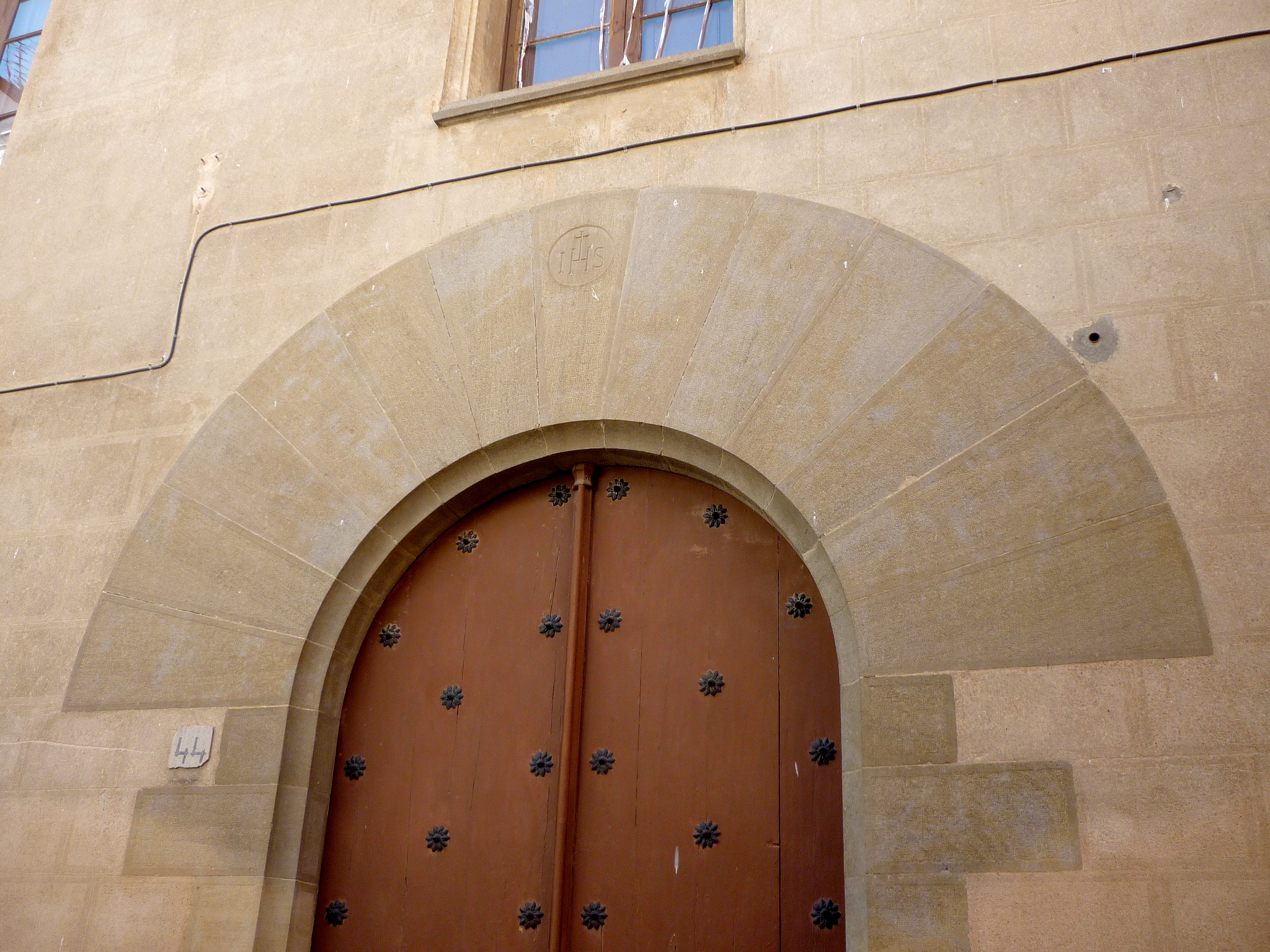
Portal

A la planta baixa de la façana principal trobem, situat al centre, un gran portal d'entrada d'arc de mig punt adovellat amb l'anagrama de Crist, esculpit en baix relleu, dins un cercle a la clau de l'arc, amb els brancals realitzats a base de carreus regulars motllurats. Aquest portal està flanquejat per dues grans finestres amb reixes de ferro forjat decorades amb medallons quadrilobulats propis de l'època.
A la primera planta, trobem tres obertures de grans dimensions, col·locades simètricament amb les obertures inferiors, així a la part central trobem una finestra motllurada, acompanyada per dos balcons sense voladís, un a cada costat, motllurats i formats per un ampit de pedra a la part inferior, format per tres medallons circulars amb motius quadrilobulats esculpits.
Les golfes, separades de la primera planta mitjançant una cornisa, presenten una sèrie de finestres de petites dimensions realitzades amb pedra calada amb motius geomètrics, amb la teulada que sobresurt en voladís suportat per una estructura de fusta.

## Història
Durant la Guerra Civil espanyola, l'edifici fou utilitzat com a hospital militar.